# لماذا نقاتل (فلم 2005)
لماذا نقاتل هو فيلم وثائقي من إنتاج عام 2005 للمخرج يوجين جاريكي يتحدث عن المجمع الصناعي العسكري. يشير العنوان إلى أفلام الدعاية التي تحمل نفس الاسم والتي تم إنتاجها في فترة الحرب العالمية الثانية والتي كلفت بها حكومة الولايات المتحدة لتبرير قرارها بدخول الحرب ضد قوى المحور.
تم عرض فيلم لماذا نقاتل لأول مرة في مهرجان صندانس السينمائي في 17 يناير 2005، بالضبط بعد أربعة وأربعين عامًا من خطاب الوداع الذي ألقاه الرئيس دوايت د. أيزنهاور. على الرغم من فوزه بجائزة لجنة التحكيم الكبرى للأفلام الوثائقية، إلا أن الفيلم حصل على إصدار سينمائي محدود في 22 يناير 2006. كما فاز بواحدة من جوائز جرامي لعام 2006 في مسابقة المعلومات والثقافة؛ وهي واحدة من أعرق الجوائز الألمانية للإنتاجات التلفزيونية وجائزة بيبودي في عام 2006.

## ملخص
يصف كتاب لماذا نقاتل صعود وصيانة المجمع الصناعي العسكري للولايات المتحدة وتورطه لمدة خمسين عامًا في الحروب التي قادتها الولايات المتحدة حتى الآن، وخاصة غزوها للعراق عام 2003. يؤكد الفيلم الوثائقي أنه في كل عقد منذ الحرب العالمية الثانية، تم تضليل الرأي العام الأمريكي حتى تتمكن الحكومة ( الإدارة الحالية) من جرهم إلى الحرب وتغذية الاقتصاد العسكري الصناعي والحفاظ على الهيمنة السياسية الأمريكية في العالم. وقد أجريت مقابلات حول هذا الموضوع مع السياسي جون ماكين، والمتخصص في العلوم السياسية والمحلل السابق في وكالة الاستخبارات المركزية تشالمرز جونسون، والسياسي ريتشارد بيرل، والمعلق المحافظ الجديد ويليام كريستول، والكاتب جور فيدال، وخبير السياسة العامة جوزيف سيرينسيوني.
يوثق كتاب لماذا نقاتل عواقب هذه السياسة الخارجية من خلال قصص أحد قدامى المحاربين في حرب فيتنام الذي قُتل ابنه في هجمات 11 سبتمبر 2001، والذي طلب بعد ذلك من الجيش كتابة اسم ابنه القتيل على أي قنبلة يتم إسقاطها في العراق؛ ونيويوركي يبلغ من العمر 23 عامًا ينضم إلى جيش الولايات المتحدة لأنه كان فقيرًا ومدينًا، وكان قراره مدفوعًا بوفاة والدته؛ وعالم متفجرات عسكري ( آنه دونج ) وصل إلى الولايات المتحدة كطفل لاجئ من فيتنام في عام 1975.

## قائمة المنتجين
وتضمنت قائمة المنتجين أكثر من اثنتي عشرة منظمة، من هيئة الإذاعة الكندية إلى هيئة الإذاعة البريطانية في المملكة المتحدة، وشبكة ETV في إستونيا والعديد من هيئات البث الأوروبية ولكن لم تتضمن أي أسماء أمريكية. ومع ذلك، قدم معهد صندانس التمويل اللازم لاستكمال المشروع. قال الكاتب والمخرج جاريكي إن الفحص الجاد لأيزنهاور وتداعيات خطابه أثبت أنه متطرف للغاية بالنسبة للممولين الأمريكيين المحتملين لفيلمه وباستثناء مهرجان صاندانس، لم يتمكن من جمع دولار واحد في الولايات المتحدة

## المساهمون والممثلون

### السياسيون
- السيناتور جون ماكين : انتخب لعضوية مجلس الشيوخ الأمريكي في عام 1986، وهو طيار سابق في البحرية الأمريكية وأسير حرب في فيتنام.
- ريتشارد بيرل، رئيس مجلس سياسة الدفاع في البنتاغون (2001-2003): عمل في الحكومة الأميركية لمدة ثلاثة عقود، وهو مهندس السياسة الخارجية لإدارة جورج دبليو بوش. باعتباره كاتبًا، يتم نشر مقالاته بانتظام في منشورات إخبارية محافظة.
- ويليام كريستول، محرر مجلة ويكلي ستاندارد: منظر سياسي ينتمي إلى حركة المحافظين الجدد، والمؤسس المشارك لمؤسسة مشروع القرن الأمريكي الجديد البحثية في عام 1997.

### المدنيون
- جوزيف سيرينسيوني، زميل أول ومدير مشروع منع الانتشار، مؤسسة كارنيغي للسلام الدولي، واشنطن العاصمة.
- جوين داير : مؤرخة عسكرية وكاتبة وصحفية عملت لصالح الجيوش الكندية والبريطانية والأمريكية. نشر كتباً ومقالات وأوراقاً إعلامية ومسلسلاً إذاعياً حول الشؤون الدولية.
- سوزان أيزنهاور، حفيدة الرئيس أيزنهاور: زميلة بارزة في مدير البرامج في معهد أيزنهاور. وهي تشغل منصبها الثالث في لجنة الأمن الدولي ومراقبة الأسلحة (CISAC) التابعة للأكاديمية الوطنية للعلوم.
- جون أيزنهاور، نجل الرئيس أيزنهاور، مؤرخ عسكري: مؤرخ عسكري وعضو في طاقم البيت الأبيض أثناء إدارة والده. وهو عميد متقاعد (الولايات المتحدة الأمريكية) وشغل منصب السفير الأمريكي في بلجيكا في عامي 1969 و1971.
- تشالمرز جونسون، وكالة الاستخبارات المركزية 1967-1973، عالم سياسي : يتمتع بخبرة تمتد لخمسين عامًا في السياسة الخارجية، وهو الآن رئيس معهد أبحاث السياسة اليابانية. أستاذ جامعي في جامعة كاليفورنيا، كتب العديد من المقالات والكتب.
- تشارلز لويس ، مركز النزاهة العامة: مؤسس ومدير تنفيذي سابق لمركز النزاهة العامة - وهي منظمة مراقبة غير ربحية وغير حزبية تأسست عام 1989 - تقوم بالتحقيق في أبحاثها حول السياسات العامة الأمريكية وإعداد التقارير عنها
- ويلتون سيكزر، رقيب شرطة متقاعد، إدارة شرطة مدينة نيويورك، محارب قديم في فيتنام: محارب قديم في فيتنام، ومدفعي من الكتيبة الثالثة عشرة للطيران القتالي، قُتل ابنه في 11 سبتمبر. ويقول إن إدارة بوش جعلته يعتقد بعد الهجمات أن صدام حسين هو المسؤول عنها. أرسل رسائل إلكترونية إلى كل فرع عسكري، يسأل عما إذا كان من الممكن كتابة اسم ابنه على قنبلة سيتم إسقاطها على العراق. وفي وقت لاحق، أصبح غير متأكد ما إذا كان عليه أن يندم على أفعاله، بعد أن سمع الرئيس بوش يدعي أنه لا يعرف من أين جاء الناس بالفكرة التي تقول بأن هناك صلة بين صدام حسين وهجمات 11 سبتمبر.
- وليام سولومون: جندي يبلغ من العمر ثلاثة وعشرون عامًا. تم إرساله إلى العراق في 10 يناير 2005 لمدة 18 شهرًا، كميكانيكي طائرات هليكوبتر. ويبدو أن سليمان وصل إلى رتبة رقيب في الكتيبة الأولى، فوج الطيران 52، فورت وينرايت، ألاسكا، وفقًا لموقع ويب يقدم تقارير عن أنشطة مختلفة للجنود. توجد صورة لسليمان[5] ومتخصص يتحدثان إلى مدربي كرة السلة في الكويت في معسكر فرجينيا. يتوجه المدربون الآن إلى العراق للمشاركة في عملية هاردورد 5 وهو برنامج يهدف إلى جلب مدربي كرة السلة الأميركيين إلى القوات الأميركية في الشرق الأوسط.
- فرانك تشاك سبيني، محلل عسكري متقاعد: مهندس ميكانيكي خريج جامعة ليهاي (دفعة 1967)، عمل في القوات الجوية الأمريكية في أوهايو، قبل أن يعمل في مكتب تحليل البرامج والتقييم التابع للبنتاجون في عام 1977. أصبح منتقداً شديداً للبنتاغون، وعرف فيما بعد باسم ضمير البنتاغون، عندما هاجم الزيادة الهائلة في الإنفاق في تقرير حقائق الدفاع عن الحياة، الذي نشر في عام 1982، والمعروف فيما بعد باسم تقرير سبيني، والذي حصل على غلاف مجلة تايم.
- جور فيدال ، مؤلف كتاب Imperial America : كاتب، وكاتب مسرحي، وكاتب سيناريو، وروائي، ومقال، وقد كتب كتبًا عن السياسة الخارجية الأمريكية موضحًا الإمبراطورية الأمريكية.

### المشاركون العسكريون
- فوجي وتومز: طيارو المقاتلات الشبحية التابعة للقوات الجوية الأمريكية فوجي وتومز أسقطوا القنابل الأولى على مدينة بغداد، مما أدى إلى بدء حرب العراق في عام 2003.
- العقيد ريتشارد تريدواي، قائد سرب المقاتلات الشبحية التابع للقوات الجوية الأمريكية: نائب قائد الجناح المقاتل التاسع والأربعين للقوات الجوية الأمريكية
- العقيد والتر دبليو. سيجر الابن، مدير مديرية الذخائر في القوات الجوية الأمريكية: مدير مديرية الذخائر جو-أرض، مركز أوجدن للخدمات اللوجستية الجوية، قاعدة هيل الجوية في يوتا.
- كارين كفياتكوفسكي : عقيد متقاعد من القوات الجوية الأمريكية يعمل في البنتاغون مع وكالة الأمن القومي.
- جيمس جي. روش ، وزير القوات الجوية: وزير القوات الجوية العشرون للولايات المتحدة
- نجويت آنه دونج : مخترع القنبلة الحرارية الخارقة للتحصينات، لاجئ من جنوب فيتنام

### معلقين الدي في دي
- العقيد لورانس ويلكرسون، رئيس أركان وزير الخارجية كولن باول: من عام 1984 إلى عام 1987، كان العقيد ويلكرسون مساعدًا تنفيذيًا للأدميرال ستيوارت أ. رينج، البحرية الأمريكية، مدير الاستراتيجية والسياسة (J5) في USCINCPAC. في تسعينيات القرن العشرين، كان العقيد ويلكرسون مديرًا لكلية حرب مشاة البحرية الأمريكية في كوانتيكو بولاية فرجينيا. وقد كتب الكثير عن الشؤون العسكرية والأمن القومي في المجلات السائدة والمهنية. [6]

## روابط خارجية
- Why We Fight official site at سوني بيكتشرز كلاسيك.
- Interview with director Eugene Jarecki at Now Playing magazine.
- Why We Fight  في قاعدة بيانات الأفلام على الإنترنت (بالإنجليزية)

| الجوائز   | الجوائز                                                                  | الجوائز               |
| --------- | ------------------------------------------------------------------------ | --------------------- |
| سبقه DiG! | جائزة لجنة التحكيم الكبرى لمهرجان صاندانس: الفيلم الوثائقي الأمريكي 2005 | تبعه لقد سئم الله منا |
| سبقه      | جائزة بيبودي 2006                                                        | تبعه                  |